# هولتفيلي (كاليفورنيا)
هولتفيلي (بالإنجليزية: Holtville)‏ هي إحدى مدن مقاطعة إمبيريال، كاليفورنيا. تم إعطاءها لقب مدينة في 1 يوليو، 1908.

## التركيبة السكانية
حدّد مكتب تعداد الولايات المتحدة بيانات التركيبة السكانية لهولتفيلي في تعداد الولايات المتحدة. في ما يلي، التركيبة السكانية حسب تعدادي 2000 و2010.

### تعداد عام 2000
بلغ عدد سكان هولتفيلي 5,612 نسمة بحسب تعداد عام 2000، وبلغ عدد الأسر 1,564 أسرة وعدد العائلات 1,340 عائلة مقيمة في المدينة. في حين سجلت الكثافة السكانية 1,870.7 نسمة لكل كيلومتر مربع (4,845.1/ميل2). وبلغ عدد الوحدات السكنية 1,617 وحدة بمتوسط كثافة قدره 539 لكل كيلومتر مربع (1,396.0/ميل2).
وتوزع التركيب العرقي للمدينة بنسبة 54.37% من البيض و0.62% من الأمريكيين الأفارقة و0.84% من الأمريكيين الأصليين و0.84% من الأمريكيين ذوي الأصول الآسيوية و0.07% من سكان جزر المحيط الهادئ و39.15% من الأعراق الأخرى و4.12% من عرقين مختلطين أو أكثر و73.84% من الهسبانيون أو اللاتينيون من أي عرق.
بلغ عدد الأسر 1,564 أسرة كانت نسبة 58.4% منها لديها أطفال تحت سن الثامنة عشر تعيش معهم، وبلغت نسبة الأزواج القاطنين مع بعضهم البعض 64.9% من أصل المجموع الكلي للأسر، ونسبة 16.5% من الأسر كان لديها معيلات من الإناث دون وجود شريك، بينما كانت نسبة 4.3% من الأسر لديها معيلون من الذكور دون وجود شريكة وكانت نسبة 14.3% من غير العائلات. تألفت نسبة 12.3% من أصل جميع الأسر من عدة أفراد يعيشون في نفس المنزل ونسبة 5.8% كانت تتألف من شخص يعيش بمفرده يبلغ من العمر 65 عاماً أو أكثر. وبلغ متوسط حجم الأسرة المعيشية 3.51، أما متوسط حجم العائلات فبلغ 3.80.
بلغ العمر الوسطي للسكان 30.0 عاماً. وكانت نسبة 35.2% من القاطنين تحت سن الثامنة عشر، وكانت نسبة 8.9% بين الثامنة عشر والرابعة والعشرين عاماً، ونسبة 26.4% كانت واقعةً في الفئة العمرية ما بين الخامسة والعشرين والرابعة والأربعين عاماً، ونسبة 18.2% كانت ما بين الخامسة والأربعين والرابعة والستين، ونسبة 9% كانت ضمن فئة الخامسة والستين عاماً فما فوق. يوجد لكل 100 أنثى 94.2 ذكر، ويوجد لكل 100 أنثى في الثامنة عشر من عمرها فما فوق 89.5 ذكر.
بلغ متوسط دخل الأسرة في المدينة 36,318 دولارًا، أما متوسط دخل العائلة فبلغ 39,347 دولارًا. وكان متوسط دخل الذكور 31,328 دولارًا مقابل 26,477 دولارًا للإناث. وسجل دخل الفرد الخاص بالمدينة 12,505 دولارًا. وكانت نسبة 15.7% من العائلات ونسبة 18.2% من السكان تحت خط الفقر، وكان من هؤلاء نسبة 23.2% تحت سن الثامنة عشر ونسبة 11.8% في الخامسة والستين من العمر وما فوق.

### تعداد عام 2010
بلغ عدد سكان هولتفيلي 5,939 نسمة بحسب تعداد عام 2010، وبلغ عدد الأسر 1,799 أسرة وعدد العائلات 1,429 عائلة مقيمة في المدينة. في حين سجلت الكثافة السكانية 1,979.7 نسمة لكل كيلومتر مربع (5,127.4/ميل2). وبلغ عدد الوحدات السكنية 1,937 وحدة بمتوسط كثافة قدره 645.7 لكل كيلومتر مربع (1,672.4/ميل2).
وتوزع التركيب العرقي للمدينة بنسبة 61.54% من البيض و0.62% من الأمريكيين الأفارقة و0.69% من الأمريكيين الأصليين و0.84% من الأمريكيين ذوي الأصول الآسيوية و0.07% من سكان جزر المحيط الهادئ و33.29% من الأعراق الأخرى و2.95% من عرقين مختلطين أو أكثر و81.80% من الهسبانيون أو اللاتينيون من أي عرق.
بلغ عدد الأسر 1,799 أسرة كانت نسبة 49.7% منها لديها أطفال تحت سن الثامنة عشر تعيش معهم، وبلغت نسبة الأزواج القاطنين مع بعضهم البعض 57.4% من أصل المجموع الكلي للأسر، ونسبة 16.1% من الأسر كان لديها معيلات من الإناث دون وجود شريك، بينما كانت نسبة 5.9% من الأسر لديها معيلون من الذكور دون وجود شريكة وكانت نسبة 20.6% من غير العائلات. تألفت نسبة 17.7% من أصل جميع الأسر من عدة أفراد يعيشون في نفس المنزل ونسبة 9.1% كانت تتألف من شخص يعيش بمفرده يبلغ من العمر 65 عاماً أو أكثر. وبلغ متوسط حجم الأسرة المعيشية 3.30، أما متوسط حجم العائلات فبلغ 3.72.
بلغ العمر الوسطي للسكان 32.1 عاماً. وكانت نسبة 31.2% من القاطنين تحت سن الثامنة عشر، وكانت نسبة 10.4% بين الثامنة عشر والرابعة والعشرين عاماً، ونسبة 22.3% كانت واقعةً في الفئة العمرية ما بين الخامسة والعشرين والرابعة والأربعين عاماً، ونسبة 23.8% كانت ما بين الخامسة والأربعين والرابعة والستين، ونسبة 12.3% كانت ضمن فئة الخامسة والستين عاماً فما فوق. وتوزع التركيب الجنسي للسكان بنسبة 48.3% ذكور و51.7% إناث.

## أعلام
- دانيال إيفرت